# Guy III de Châtillon-Saint-Pol
Guy III de Châtillon-Saint-Pol né après 1226 et mort le 12 mars 1289 est un noble français, comte de Saint-Pol (1249), Guy V pour la seigneurie de Châtillon-sur-Marne, d'Encre et de Bohain-en-Vermandois (1248), et d'Aubigny-en-Artois, Leuze et Condé (1279).

## Biographie
Guy III de Châtillon Saint-Pol est le second fils de Hugues V de Châtillon, comte de Saint-Pol (1196-1248) et de Marie d'Avesnes, comtesse de Chartres (1200-1241). Il est l'oncle de Gaucher V de Châtillon, connétable de France (1302) et de Marie de Brabant, épouse du roi de France Philippe III le Hardi.
Gui III de Châtillon-Saint-Pol est régent d’Artois jusqu'en 1265, à la majorité de son beau-fils Robert II d’Artois. Il suivit le roi de France Louis IX et Robert II, comte d'Artois (1269-1270) au voyage d’Afrique pour la Huitième croisade et participa avec Philippe III, roi de France, à la croisade d'Aragon entre 1284 et 1285.

### Bataille de Worringen,5 juin 1288
Il secourut son neveu Jean, duc de Brabant, frère de la reine de France Marie de Brabant, contre Renaud comte de Gueldre à la bataille de Worringen. Il y capture le comte de Gueldre et l'archevêque de Cologne. Renaud Ier de Gueldre fut obligé de renoncer au Limbourg le 15 octobre 1289.

### Mort et sépulture
Le comte meurt le 12 mars 1289 et est enterré à l'abbaye Notre-Dame de Cercamp (Pas-de-Calais).

## Mariage et descendance
Guy III de Châtillon-Saint-Pol épouse le 31 mai 1254 Mathilde de Brabant veuve de Robert Ier, comte d'Artois, frère du Roi Saint Louis, et fille d’Henri II, comte de Brabant, et de Marie de Souabe, sa première femme. De ce mariage :
- Hugues II de Châtillon, comte de Blois et de Dunois, seigneur d'Avesnes, de Guise, époux de Béatrix, fille puînée de Gui de Dampierre, comte de Flandre, pair de France, et d'Isabelle de Luxembourg, comtesse de Namur ;
- Guy IV de Châtillon-Saint-Pol, tige de la branche des Comtes de Saint-Pol, époux de Marie de Bretagne ;
- Jacques Ier de Châtillon, auteur de la branche des Seigneurs de Leuze ;
- Béatrix, mariée à Jean de Brienne, comte d'Eu, fils d'Alphonse de Brienne, dit d'Acre, chambrier de France, et de Marie d'Exoudun, de la Maison de Lusignan, comtesse d'Eu ;
- Jeanne, première femme de Guillaume de Chauvigny, 3e du nom, seigneur de Châteauroux, fils de Guillaume, 3e du nom, seigneur dudit lieu ;
- Gertrude, mariée à Florent, seigneur de Malines.